# Rodo Sayagues
Rodo Sayagués (Montevideo, 20 febbraio 1980) è uno sceneggiatore, produttore cinematografico, attore e regista uruguaiano, noto per il suo lavoro come sceneggiatore dei film La casa (2013), Man in the Dark (2016) e Alien: Romulus (2024) diretti da Fede Álvarez e regista di L'uomo nel buio - Man in the Dark (2021).

## Biografia
Dopo aver scritto la sceneggiatura di diversi cortometraggi, ha fatto il suo debutto cinematografico con La casa (2013), remake di La casa del 1981. Ha collaborato di nuovo con il regista di Evil Dead, Fede Álvarez, per scrivere il film horror del 2016 Man in the Dark. Il 3 maggio 2016, la Warner Bros. ha scritturato Sayagues e Álvarez per scrivere insieme la sceneggiatura di Monsterpocalypse. L'11 ottobre 2016, la Columbia Pictures ha acquisito i diritti di Incognito e ha affidato a Sayagues, Daniel Casey e Álvarez la sceneggiatura del film. Nel luglio 2017, Sayagues e Álvarez hanno ottenuto l'incarico di produrre un film thriller techno senza titolo, con la regia di Jason Eisener, da una sceneggiatura di Simon Barrett.
Nel novembre 2018 Sayagues e Álvarez sono stati coinvolti nella sceneggiatura del sequel del loro film del 2013, La casa. Nel settembre 2019 Sayagues e Álvarez sono stati incaricati di co-scrivere il sequel del Non aprite quella porta del 2022. Nel gennaio 2020 a Sayagues è stato affidato il compito di dirigere e co-scrivere il sequel L'uomo nel buio - Man in the Dark, al suo debutto alla regia. Il film è uscito il 13 agosto 2021. Nell'aprile 2020 Sayagues ha firmato per produrre il film sugli zombi della Lions Gate Entertainment, 16 States. Nel marzo 2023 viene annunciato che Sayagues e Álvarez avrebbero scritto insieme Alien: Romulus (2024).

## Filmografia

### Sceneggiatore

#### Lungometraggi
- La casa (Evil Dead), regia di Fede Álvarez (2013)
- Man in the Dark (Don't Breathe), regia di Fede Álvarez (2016)
- L'uomo nel buio - Man in the Dark (Don't Breathe 2), (2021)
- Non aprite quella porta (Texas Chainsaw Massacre), regia di David Blue Garcia (2022) – storia
- Alien: Romulus, regia di Fede Álvarez (2024)

#### Cortometraggi
- El Cojonudo (2005) [20]
- Ataque de Panico! (2009) [21]

### Regista
- L'uomo nel buio - Man in the Dark (2021)

### Altri ruoli
- Get the Weed (2017) – cortometraggio – produttore esecutivo
- Millennium - Quello che non uccide, regia di Fede Álvarez (2018) – autore canzone "Theta"[22]
- Calls (2021) – serie tv – co-produttore esecutivo [23]